# (37637) 1993 UZ5
1993 UZ5 (asteroide 37637) é um asteroide da cintura principal. Possui uma excentricidade de 0.03242060 e uma inclinação de 5.57421º.
Este asteroide foi descoberto no dia 20 de outubro de 1993 por Eric Walter Elst em La Silla.